# Portugal Open 2013
Portugal Open 2013 — тенісний турнір, що проходив на відкритих кортах з ґрунтовим покриттям. Це був 24-й турнір Estoril Open серед чоловіків і 17-й - серед жінок. Належав до категорії 250 в рамках Туру ATP 2013 та International в рамках Туру WTA 2013. І чоловічі, і жіночі змагання відбулись на Національний стадіон (Жамор) в Оейраш (Португалія) з 29 квітня до 5 травня 2013 року. Раніше називався Estoril Open, але організатори змінили назву на "Portugal Open", аби відзначити успіх Португалії в організації міжнародних заходів.

## Учасники основної сітки в рамках чоловічого турніру

### Сіяні пари
| Країна    | Гравець          | Рейтинг1 | Сіяний |
| --------- | ---------------- | -------- | ------ |
| Іспанія   | Давид Феррер     | 4        | 1      |
| Швейцарія | Стен Вавринка    | 17       | 2      |
| Італія    | Андреас Сеппі    | 18       | 3      |
| Італія    | Фабіо Фоніні     | 24       | 4      |
| Франція   | Жульєн Беннето   | 32       | 5      |
| Франція   | Бенуа Пер        | 33       | 6      |
| Аргентина | Орасіо Себальйос | 40       | 7      |
| Іспанія   | Томмі Робредо    | 43       | 8      |

- Рейтинг подано станом на 22 квітня 2013.[2]

### Інші учасники
Нижче наведено учасників, які отримали вайлдкард на участь в основній сітці:
- Гаштан Еліаш
- Давид Феррер
- Педро Соуза

Нижче наведено гравців, які пробились в основну сітку через стадію кваліфікації:
- Пабло Карреньйо
- Нільс Десайн
- Робін Гаасе
- Руї Мачадо

### Відмовились від участі
До початку турніру
- Кевін Андерсон
- Хуан Мартін дель Потро (хвороба)
- Леонардо Маєр
- Хуан Монако

### Знялись
- Жіль Мюллер (травма лівого плеча)

## Учасники основної сітки в парному розряді

### Сіяні пари
| Країна   | Гравець              | Країна     | Гравець         | Рейтинг1 | Сіяний |
| -------- | -------------------- | ---------- | --------------- | -------- | ------ |
| Пакистан | Айсам-уль-Хак Куреші | Нідерланди | Жан-Жульєн Роєр | 15       | 1      |
| Іспанія  | Давід Марреро        | Бразилія   | Марсело Мело    | 44       | 2      |
| Мексика  | Сантьяго Гонсалес    | США        | Скотт Ліпскі    | 62       | 3      |
| Італія   | Даніеле Браччалі     | Італія     | Фабіо Фоніні    | 64       | 4      |

- Рейтинг подано станом на 22 квітня 2013.

### Інші учасники
Нижче наведено пари, які отримали вайлдкард на участь в основній сітці:
- Фредеріко Жіль /  Педро Соуза
- Фредеріко Феррейра Сілва /  Leonardo Tavares

Наведені нижче пари отримали місце як заміна:
- Євген Донской /  Андрій Кузнєцов

### Відмовились від участі
До початку турніру
- Жіль Мюллер (травма лівого плеча)

## Учасниці основної сітки в рамках жіночого турніру

### Сіяні пари
| Країна     | Гравчиня               | Рейтинг1 | Сіяна |
| ---------- | ---------------------- | -------- | ----- |
| Франція    | Маріон Бартолі         | 14       | 1     |
| Словаччина | Домініка Цібулкова     | 15       | 2     |
| Росія      | Анастасія Павлюченкова | 19       | 3     |
| Іспанія    | Карла Суарес Наварро   | 23       | 4     |
| Румунія    | Сорана Кирстя          | 26       | 5     |
| США        | Варвара Лепченко       | 27       | 6     |
| Росія      | Олена Весніна          | 29       | 7     |
| Німеччина  | Юлія Гергес            | 30       | 8     |

- Рейтинг подано станом на 22 квітня 2013.[3]

### Інші учасниці
Нижче наведено учасниць, які отримали вайлдкард на участь в основній сітці:
- Домініка Цібулкова
- Юлія Гергес
- Марія Жуан Келер
- Світлана Кузнецова

Нижче наведено гравчинь, які пробились в основну сітку через стадію кваліфікації:
- Естрелья Кабеса Кандела
- Шахар Пеєр
- Араван Резаї
- Галина Воскобоєва

Як щасливий лузер в основну сітку потрапили такі гравчині:
- Моніка Пуїг

### Відмовились від участі
До початку турніру
- Ірина-Камелія Бегу (травма правого плеча)
- Алізе Корне (травма плеча)
- Ярослава Шведова
- Роберта Вінчі (травма плеча)
- Гезер Вотсон (мононуклеоз)

## Учасниці основної сітки в парному розряді

### Сіяні пари
| Країна            | Гравчиня          | Країна   | Гравчиня            | Рейтинг1 | Сіяна |
| ----------------- | ----------------- | -------- | ------------------- | -------- | ----- |
| США               | Ракель Копс-Джонс | США      | Абігейл Спірс       | 29       | 1     |
| Китайський Тайбей | Чжань Хаоцін      | Франція  | Крістіна Младенович | 73       | 2     |
| ПАР               | Наталі Грандін    | Чехія    | Владіміра Угліржова | 73       | 3     |
| Хорватія          | Дарія Юрак        | Угорщина | Каталін Мароші      | 79       | 4     |

- Рейтинг подано станом на 22 квітня 2013.

### Інші учасниці
Нижче наведено пари, які отримали вайлдкард на участь в основній сітці:
- Софія Араужо /  Жоана Валле Коста
- Дарія Гаврилова /  Барбара Луш

## Фінальна частина

### Чоловіки. Одиночний розряд
- Стен Вавринка —  Давид Феррер 6–1, 6–4

### Одиночний розряд. Жінки
- Анастасія Павлюченкова —  Карла Суарес Наварро 7–5, 6–2

### Парний розряд. Чоловіки
- Сантьяго Гонсалес /  Скотт Ліпскі —  Айсам-уль-Хак Куреші /  Жан-Жульєн Роєр, 6–3, 4–6, [10–7]

### Парний розряд. Жінки
- Чжань Хаоцін /  Крістіна Младенович —  Дарія Юрак /  Каталін Мароші, 7–6(7–3), 6–2